# حروب العلم
شكلت حروب العلم سلسلة من التبادلات الفكرية، بين الواقعيين العلميين وناقدي ما بعد الحداثة، حول طبيعة النظرية العلمية والتحري الفكري. تركزت بشكل أساسي في الولايات المتحدة في تسعينيات القرن العشرين في كل من الصحافة الأكاديمية والسائدة. جادل الواقعيون العلميون (مثل نورمان ليفيت، وبول ر. غروس، وجان بريكمونت وآلان سوكال) بأن المعرفة العلمية حقيقية، واتهموا ما بعد الحداثيين برفضهم الفعلي للموضوعية العلمية، والمنهج العلمي، والتجريبية والمعرفة العلمية. فسر ما بعد الحداثيين النماذج الفكرية لتوماس كون بوصفها تعتبر النظريات العلمية بناءات اجتماعية، وجادل الفلاسفة أمثال بول فايراباند بأن الأشكال غير الواقعية الأخرى لإنتاج المعرفة ملائمة أكثر لاحتياجات الناس الشخصية والروحانية.
على الرغم من عدم تقديم معظم النظرية المرتبطة مع «ما بعد الحداثة» (انظر ما بعد البنيوية) لأي تدخلات في العلوم الطبيعية، ركز الواقعيون العلميون على تأثيرها العام. جادل الواقعيون العلميون بتأثر مساحات كبيرة من المنهج المدرسي، التي تعادل رفض الموضوعية والواقعية، بفلاسفة القرن العشرين ما بعد البنيويين (مثل جاك دريدا، وجيل دولوز، وجان فرانسوا ليوتار وغيرهم)، الذين يؤكدون على أن عملهم مبهم أو لا معنى له. وقد شملوا مجموعة واسعة من مجالات هذا الاتجاه، بما في ذلك الدراسات الثقافية، والدراسات النسوية، والأدب المقارن، ودراسات الإعلام وخاصة دراسات العلوم والتقنية التي تطبق مثل هذه الوسائل في دراسة العلم.

## الخلفية التاريخية
حتى منتصف القرن العشرين، ركزت فلسفة العلوم على صلاحية المنهج العلمي والمعرفة العلمية، إذ اقترحت العديد من التبريرات لصحة النظريات والملاحظات العلمية إلى جانب محاولة اكتشاف سبب نجاح العلم على المستوى الفلسفي. أنكر كارل بوبر، أحد المعارضين الأوائل للوضعانية المنطقية في القرن العشرين، الشكل الاستقرائي/الرصدي للمنهج العلمي لصالح قابلية الدحض التجريبية. يُعرف أيضًا بمعارضته القيمة التبريرية / البرهانية الكلاسيكية للمعرفة واستبدال العقلانية النقدية بها، «أول فلسفة نقدية غير تبريرية في تاريخ الفلسفة». تبنى العديد من ناقدي ما بعد الحداثة انتقاداته للمنهج العلمي.
تمسك عدد من فلاسفة القرن العشرين بالفكرة المؤيدة لعدم قدرة تطبيق النماذج المنطقية للعلوم البحتة على الممارسة العلمية الفعلية. مع ذلك، شكل نشر كتاب توماس كون بعنوان بنية الثورات العلمية في عام 1962 منطلق دراسة العلوم لتخصصات جديدة، من خلال اقتراح مفاده أن تطور العلم محدد بشكل جزئي اجتماعيًا، وأنه لا يعمل وفق القوانين المنطقية البسيطة التي تطرحها مدرسة الوضعية المنطقية للفلسفة.
لم يفسر كون تطور المعرفة العلمية بوصفه زيادة خطية في الحقيقة والفهم، بل عبارة عن سلسلة من الثورات الدورية التي قلبت الترتيب العلمي القديم واستبدلت به تراتيب جديدة (ما أطلق عليه اسم «النماذج الفكرية»). نسب كون جزءًا كبيرًا من هذه العملية إلى تفاعلات البشر المشاركين في العلم واستراتيجياتهم عوضًا عن بنيتها المنطقية المتأصلة الخاصة. (انظر علم اجتماع المعرفة العلمية).
أشارت أفكار كون، وفق تأويل البعض، إلى أن النظريات العلمية، بأكملها أو بجزء منها، عبارة عن بنى اجتماعية، ما فسره كثيرون بأنه تقليل من ادعاء العلم بتمثيله الواقع الموضوعي (على الرغم من عدم اقتراح العديد من البنائيين الاجتماعيين لهذا الادعاء)، وأن دور الواقع في تشكيل النظريات العلمية ضعيف أو عديم الصلة. في عام 1971، نشر جيروم رافيتز كتابه بعنوان المعرفة العلمية ومشاكلها الاجتماعية، وصف فيه دور المجتمع العلمي، باعتباره بنية اجتماعية، في قبول المعرفة العلمية الموضوعية أو رفضها.

### ما بعد الحداثة
بدأت مجموعة من المدارس الفلسفية والتاريخية المختلفة، التي غالبًا ما يُطلق عليها ككل اسم «ما بعد الحداثة»، إعادة تفسير إنجازات الماضي العلمية من وجهة نظر الممارسين، واقترحت غالبًا تأثير السياسة والاقتصاد على تطور النظريات العلمية بالإضافة إلى الملاحظات العلمية. عوضًا عن تقديمهم كعلماء يعملون بالاستناد إلى الملاحظات الإيجابية، أُعيد النظر في العديد من علماء الماضي وفق ارتباطهم بقضايا الجنس، والتوجه الجنسي، والعرق والطبقة. جادل بعض الفلاسفة الأكثر راديكالية، مثل بول فايراباند، بعدم ترابط النظريات العلمية نفسها، إلى جانب خدمة أشكال إنتاج المعرفة الأخرى (مثل تلك المستخدمة في الدين) الاحتياجات المادية والروحانية لممارسيها بنفس الصلاحية التي تحظى بها التفسيرات العلمية.
اقترح إمري لاكاتوس وجهة نظر وسطى بين الجهتين «ما بعد الحداثية» و«الواقعية». وفقًا للاكاتوس، تُعد المعرفة العلمية تصاعدية؛ مع ذلك، لا تتقدم المعرفة العلمية وفق مسار خطي صارم من خلال بناء كل عنصر جديد على سابقه وتكامله معه، بل وفق نهج تأسيس «جوهر» من «برنامج البحث» من خلال النظريات المساعدة التي يمكن دحضها أو استبدالها دون التأثير على الجوهر. تؤثر المواقف والأوضاع الاجتماعية على مدى قوة مقاومة المرء دحض جوهر البرنامج، لكن يمتلك البرنامج حالة موضوعية اعتمادًا على قوته التفسيرية النسبية. لا تصبح مقاومة الدحض مخصصة أو ضارة بالمعرفة إلا عند رفض برنامج بديل بقوة تفسيرية أكبر لصالح برنامج آخر بقوة أقل. نظرًا إلى تغييره للجوهر النظري، ما يشكل تداعيات كبيرة على مجالات الدراسة الأخرى، يُعتبر قبول برنامج جديد أمرًا ثوريًا وتقدميًا. بالتالي، يتمثل طابع العلم بالنسبة إلى لاكاتوس في كونه ثوريًا وتقدميًا؛ مثبت اجتماعيًا ومبرر موضوعيًا على حد سواء.

## حروب العلم
في كتاب الخرافة العليا: اليسار الأكاديمي ونزاعاته مع العلم (1994)، اتهم العالمان بول ر. غروس ونورمان ليفيت ما بعد الحداثيين بمعاداة الفكر، إذ وصفا نقاط الضعف في النسبية، وأشارا إلى معرفة ما بعد الحداثيين الضعيفة بالنظريات العلمية التي انتقدوها إلى جانب ممارستهم المنهج المدرسي ضعيف المستوى لأسباب سياسية. أكد المؤلفان على إساءة فهم «ناقدي العلم» النهج النظرية التي انتقدوها، نظرًا إلى «تشويههم، وسوء تفسيرهم وتعاليهم [بدلًا] من النقاش». أشعل الكتاب فتيل ما يُسمى حروب العلم. ألهم الخرافة العليا مؤتمر أكاديمية نيويورك للعلوم بعنوان الرحلة من العلم والمنطق، الذي نظمه من غروس، وليفيت وجيرالد هولتون. انتقد المشاركون في المؤتمر النهج السجالي لغروس وليفيت، إلا أنهم أيدوا التناقض الفكري لكيفية تعامل مفكري الدراسات الاجتماعية، وغير العلماء وغير المتخصصين مع العلم.